# Carica Yifu
Carica Yifu (乙弗皇后, osobno ime nepoznato, 510. – 540.), formalno Carica Wen (文皇后, doslovno "uljudna carica"), bila je carica kineske/Xianbei države Zapadni Wei - jedne od dviju država nasljednica Sjevernog Weija - odnosno supruga njenog prvog cara cara Wena (Yuan Baoju).  Poticala je od kraljevske kuće Tuyuhuna, jedne od vazalnih država Sjevernog Weija. Za Yuan Baojua se udala 525. i rodila mu 12 djece, od kojih su samo dvoje preživjela djetinjstvo. Muž joj carem postao godine 535. kada je Sjeverni Wei podijeljena na suparničke države Zapadni i Istočni Wei. General Yuwen Tai, vrhovni zapovjednik snaga Zapadnog Weija, je u nastojanju osiguravanja granice od Rourana na sjeveru, uredio brak cara s kćeri rouranskog kana Yujiulü Anaguija. Zbog toga se car morao razvesti od Yifu i natjerati je da postane budistička redovnica. Ljubomora nove carice i politički obziri su ga natjerali da naloži njeno samoubojstvo, što je ona stoički izvršila.